# Giulio Canani
Giulio Canani (Ferrara, 1524 - Ferrara, 27 de novembro de 1592) foi um cardeal do século XVII

## Biografia
Nasceu em Ferrara em 1524. Filho de Luigi Canani e Lucrezia Brancaleone. De uma família de professores de medicina; Giovanni Battista Canani foi o médico do Papa Júlio III . Seu sobrenome também está listado como Canano.
Estudou na Universidade de Ferrara, onde obteve o doutorado in utroque iure , tanto em direito canônico quanto em direito civil..
Clérigo de Ferrara. Foi para Roma com a proteção dos príncipes da Casa d'Este; tornou-se amigo íntimo de Balduino del Monte, irmão do cardeal Gianmaria del Monte, futuro papa Júlio III, de quem ganhou a estima. O Papa Júlio III (1550-1555) nomeou-o seu secretário particular e familiaris . Datário papal, 1552-1555..
Eleito bispo de Adria em 26 de novembro de 1554. Consagrado em 30 de dezembro de 1554, sacristia vaticana, por Giovanni Giacomo Barba, bispo de Terni, sacristão papal, auxiliado por Cristoforo de Spiritibus, patriarca titular de Jerusalém, e por Dionísio de Robertis, arcebispo da Manfredônia. Participou do Concílio de Trento, de 2 de fevereiro de 1562 a 1563..
Criado cardeal sacerdote no consistório de 12 de dezembro de 1583; recebeu o gorro vermelho e o título de S. Eusébio, em 28 de novembro de 1584. Participou do conclave de 1585, que elegeu o Papa Sisto V. Legado na Romanha, em 13 de maio de 1585; pediu ao papa a dispensa da legação por problemas de saúde, 28 de julho de 1586. Participou do Conclave de setembro de 1590, que elegeu o Papa Urbano VII. Participou do Conclave do outono de 1590, que elegeu o papa Gregório XIV. Transferido para a sé de Modena, em 8 de fevereiro de 1591. Optou pelo título de S. Anastasia, em 20 de março de 1591. Participou do conclave de 1591, que elegeu o Papa Inocêncio IX. Participou no conclave de 1592, que elegeu o Papa Clemente VIII..
Morreu em Ferrara em  27 de novembro de 1592, onde foi saudar Afonso II de Mântua, que visitava aquela cidade. Sepultado na sacristia da igreja de S. Domenico, Ferrara.